# The Brothers Karamazov
The Brothers Karamazov (br Os Irmãos Karamazov) é um filme norte-americano de 1958, do gênero drama, dirigido por Richard Brooks e estrelado por Yul Brynner e Maria Schell.

## Notas de produção

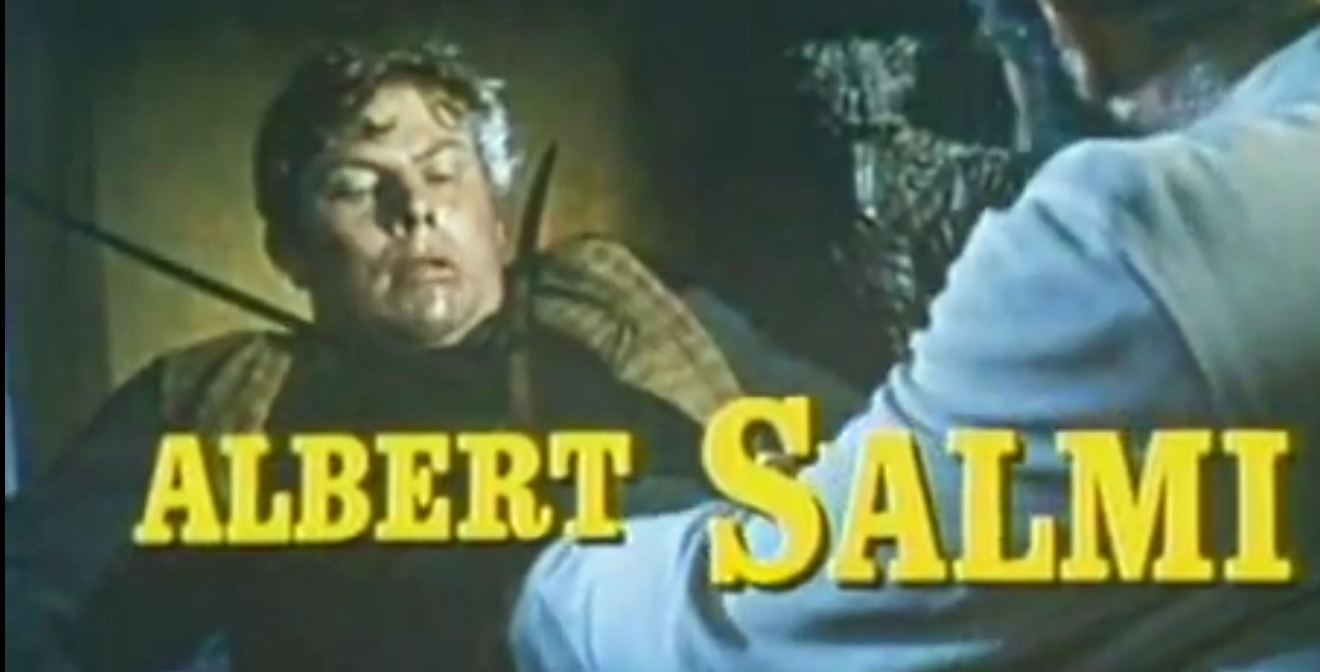
Albert Salmi, o Smierdiákov, em cena do trailer do filme

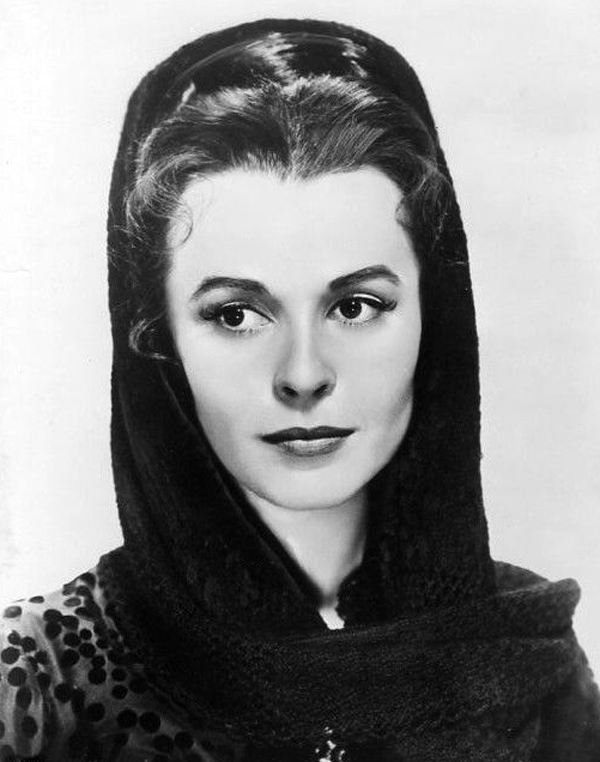
Claire Bloom, que interpreta Kátia, em foto publicitária para o filme

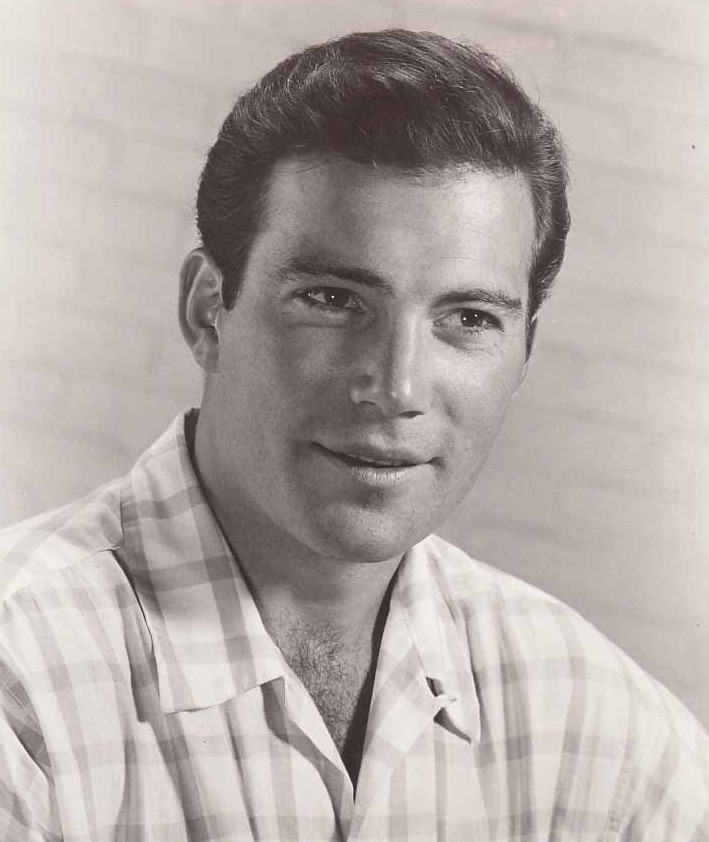
William Shatner, o Aliócha Karamazov, também em foto publicitária para o filme,.